# Динамо-Костанай
«Динамо-Костанай» (каз. «Динамо-Қостанай») — мужской волейбольный клуб из Костаная, выступающий в
Высшей лиге "А" Казахстана.

## История
Создан в 2011 году по инициативе главы ТОО «Иволга-Холдинг» Василия Розинова. В сезоне 2013-2014 гг. в Чемпионате РК высшей лиге группы «Б» команда заняла 4-е место. В том же году команда заняла первое место во внутреннем Чемпионате МВД РК.

## Достижения
- Чемпион внутреннего чемпионата МВД РК (1) — 2014
- Серебряный призёр Высшей лиги "А" Казахстана (1) — 2016